# 縄釣の戦い
縄釣の戦い（なわづりのたたかい）は、永正13年6月（1516年）に下野国上那須庄浄法寺縄釣で行われた合戦。別名・小川縄釣の合戦。

## 概要
古河公方足利政氏の命で再び佐竹義舜・岩城由隆が大軍を率いて下野国に侵攻したことに対し、下野の戦国大名・宇都宮成綱・宇都宮忠綱父子の軍勢が下野国上那須庄浄法寺縄釣で迎え撃ち、佐竹・岩城連合軍を撃退し、その後、撤退する佐竹義舜・岩城由隆の軍勢を追いかけそのまま常陸国へ追撃した戦いである。
永正11年（1514年）の竹林の戦いと永正13年6月（1516年) におきたこの戦いは、古河公方家の内紛(永正の乱)が原因で引き起こされたものであり、また、それと同時に宇都宮成綱と佐竹義舜による北関東の覇権を巡って争った戦いでもある。
この合戦によって佐竹・岩城両氏は多大な被害をうけた。

### 合戦の経過

#### 縄釣の合戦
永正11年（1514年）の竹林の戦いで宇都宮成綱・結城政朝連合軍が佐竹義舜・岩城由隆連合軍に勝利してから2年後の永正13年（1516年）6月、常陸国の戦国大名佐竹義舜は再び陸奥国の戦国大名岩城由隆とともに大軍を率いて下野国に侵攻した。
佐竹・岩城連合軍の侵攻に対し、下野国の戦国大名宇都宮成綱・忠綱父子が出陣し、迎え撃った。同年（1516年）6月26日に下野国上那須庄浄法寺縄釣で対峙し、戦っている。宇都宮成綱は竹林の戦いの後、調略によって那須氏の那須資房を高基方へと引き込み、同盟関係を結んだため、成綱・忠綱方の優勢となり、佐竹・岩城連合軍が撤退し、合戦は宇都宮軍の大勝となった。

#### 宇都宮軍の追撃
宇都宮成綱は撤退する佐竹義舜・岩城由隆に対し上那須庄浄法寺縄釣から佐竹・岩城連合軍を追撃した。

##### 武茂の合戦
両軍は下野国武茂庄 (栃木県那珂川町) で再び対峙、ここでも一戦している。この地は宇都宮領であり宇都宮一門の武茂氏の管轄地であり、当主の武茂兼綱は宇都宮成綱の弟である。佐竹・岩城連合軍はこの地でも宇都宮成綱率いる宇都宮軍に敗北し、佐竹義舜・岩城由隆らは再び撤退。

##### 依上の合戦
成綱は佐竹・岩城両氏を滅ぼすために、さらなる追撃をかけた。宇都宮成綱・忠綱父子は八溝山地を越え、このまま常陸国に侵攻し、両軍は常陸国依上保で対峙。ここで一戦している。依上保は元々は白河結城氏の領地であったが、永正7年 (1509年) の永正の変以降は、佐竹義舜が侵攻し、佐竹領となっていた。この地でも宇都宮軍が勝利し、佐竹・岩城連合軍は敗北し、撤退している。

##### 月居の合戦
敗走する佐竹・岩城連合軍を、宇都宮軍はさらに追撃し、常陸国月居 (茨城県大子町袋田)で再び対峙。ここで一戦し、ようやく佐竹義舜・岩城由隆は宇都宮成綱による苛烈な追撃から逃れることができた。宇都宮軍はこの戦い後、追撃をやめて下野国へ引き上げている。
この合戦は下野宇都宮氏の大勝で終わった。宇都宮軍は、5000もの首級を挙げたという。佐竹・岩城両氏は壊滅的な被害を受けた。

### 合戦後の影響
佐竹義舜・岩城由隆は永正11年（1514年）の竹林の戦いに続き、この合戦でも敗北してしまったために政氏派はさらに劣勢になった。さらに小山氏が高基派に寝返ったことによって、足利高基は名実ともに古河公方となり、高基の義父である下野宇都宮氏の宇都宮成綱の権威も相対的に強化されている。
これによって覇権争いに勝利した下野宇都宮氏の勢力は全盛期を迎えることになり、さらなる飛躍の可能性があったが、永正13年11月8日（1516年12月1日）に宇都宮成綱が没し、さらにその翌年の永正14年3月13日（1517年4月3日）には佐竹義舜が没した。これらの出来事によって結城政朝による下野国侵攻など北関東の情勢も大きく変わることになった。